# Roketsan
Roketsan mit Sitz in Ankara ist ein türkischer Rüstungshersteller (insbesondere für raketengetriebene Waffensysteme).

## Hintergrund
Roketsan wurde 1988 durch das Staatssekretariat für Rüstungsindustrie gegründet, um eine Basis für die nationale Raketentechnologie zu schaffen. Das Unternehmen zählt zu den 500 größten des Landes.
Folgende Organisationen und Unternehmen halten Anteile an Roketsan:
- 35,5 % TSKGV (Stiftung der türkischen Streitkräfte)
- 15 % Aselsan
- 15 % MKE
- 10 % VakıfBank
- 10 % Kutlutaş
- 10 % Kalekalıp
- 4,5 % Havelsan

## Produkte
- UMTAS, Panzerabwehrlenkwaffe[3]

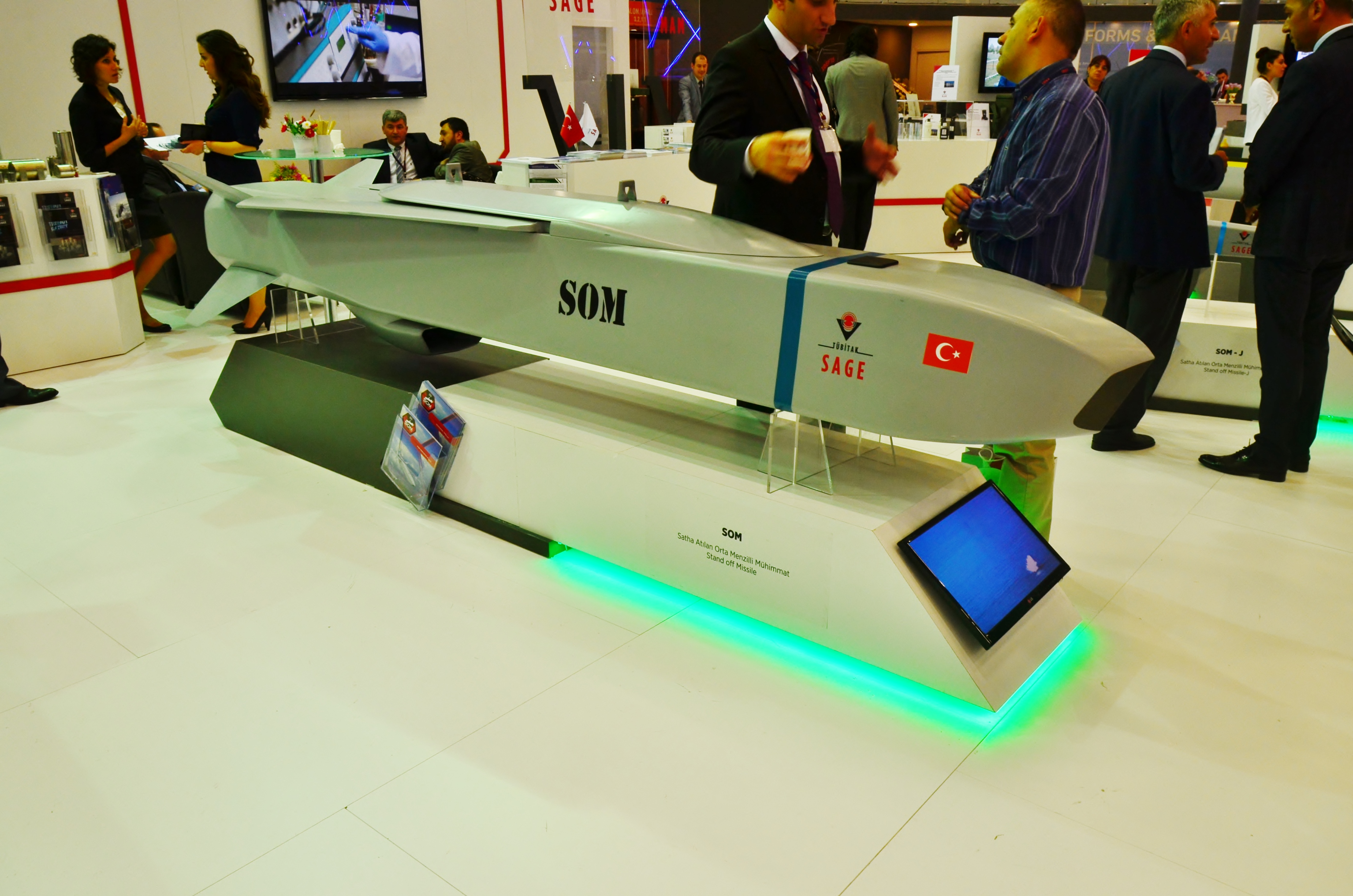
SOM (Marschflugkörper)

- CIRIT, lasergelenkte 70-mm-Luft-Boden-Rakete für Panzerabwehr als auch für Weichziele[4]
- MAM-L und MAM-C Smart Micro Munition – Lasergelenkte Fliegerbomben für Drohnen
- T-122 Sakarya, Mehrfachraketenwerfer
- FIM-92 Stinger, Roketsan produziert den Flugmotor sowie die Abschusseinheit[5]
- HISAR, Boden-Luft-Raketen
- J-600T Yıldırım, Ballistische Rakete
- Atmaca, Seezielflugkörper
- T-300 Kasırga